# Stan Collymore
Stanley Victor "Stan" Collymore (sinh ngày 22 tháng 01 năm 1971) là một cầu thủ bóng đá chuyên nghiệp và là chuyên gia bóng đá người Anh, anh đã liên tục chơi bóng từ năm 1990 cho đến năm 2001. Stanley chuyển từ Nottingham Forest tới Liverpool với giá 8,5 triệu bảng Anh vào năm 1995 và khoác áo đội tuyển bóng đá quốc gia Anh. Anh hiện là chiến lược gia bóng đá cấp cao tại Southend United.

## Tại Liverpool (1995–1997)

#### 1995–96
Roy Evans ký thỏa thuận đưa Collymore đến Liverpool vào ngày 3 tháng 7 năm 1995 với giá 8,5 triệu bảng, phá vỡ kỷ lục chuyển nhượng ở Anh do Andy Cole thiết lập hồi đầu năm khi chuyển đến Manchester United. Collymore ban đầu được xếp đá cặp tiền đạo với cựu binh Ian Rush, mặc dù Rush sớm được thay thế bằng Robbie Fowler trẻ hơn vào đầu mùa giải. Cặp đôi Collymore và Fowler ở hàng công đã chứng tỏ được thành công khi họ ghi tổng cộng 55 bàn thắng trong mùa giải 1995–96 và giúp đội bóng Liverpool của Evans trở thành ứng cử viên nặng ký cho chiếc cúp Ngoại hạng Anh năm đó. Vào ngày 3 tháng 4 năm 1996, với cửa vô địch không còn nhiều, Liverpool gặp đội đầu bảng Newcastle trong chiến thắng ly kỳ 4–3 tại Anfield, với việc Collymore ghi bàn thắng quyết định ở phút bù giờ thứ hai để làm suy yếu nghiêm trọng khả năng bám trụ của Newcastle ở vị trí đầu bảng và cuối cùng đóng một vai trò rất quan trọng trong việc Newcastle tụt xuống vị trí thứ hai khi Manchester United sẽ giành cúp vào ngày cuối cùng. Trận đấu này sau đó được Premier League bầu chọn là trận đấu hay nhất thập kỷ vào năm 2003. Cùng với thành tích tốt ở giải đấu, Collymore là một phần của đội Liverpool lọt vào Chung kết Cúp FA 1996, thi đấu với Manchester United vào ngày 11 tháng 5 năm 1996. Mặc dù bắt đầu trận đấu, Collymore không ghi được bàn thắng và bị thay ra bằng cầu thủ Ian Rush ở phút 74, đây là lần ra sân cuối cùng của Rush cho câu lạc bộ. Collymore đứng bên lề theo dõi khi Eric Cantona ghi bàn ấn định chiến thắng cho đội nhà khi đồng hồ còn năm phút, đẩy Liverpool thêm một năm nữa không có danh hiệu quan trọng nào. Đây sẽ là lần gần nhất Collymore có cơ hội giành được một danh hiệu lớn trong sự nghiệp thi đấu của mình.

#### 1996–97
Kỳ vọng rất cao đối với Liverpool và mối quan hệ đối tác Collymore/Fowler trong mùa giải tiếp theo sau lời hứa mà họ đã thể hiện ở mùa giải trước. Đội hình trẻ đầy thú vị của Roy Evans đã dẫn đầu giải đấu trong phần lớn thời gian của nửa đầu mùa giải, nhưng một loạt màn trình diễn tệ hại vào đầu năm 1997 đã khiến họ tụt lại phía sau đội vô địch Manchester United và cuối cùng đứng thứ 4.. Collymore lại là cầu thủ thường xuyên xuất hiện trên hàng công và là một cầu thủ ghi bàn và kiến tạo ổn định, nhưng lại trở thành chủ đề thu hút sự chú ý của giới truyền thông trong suốt mùa giải, khi các tờ báo lá cải cáo buộc anh và hầu hết các đồng đội của anh là thiếu chuyên nghiệp, với đội hình được mệnh danh là "Spice Boys" theo báo năm 1997. Cuối cùng anh ấy không còn được tin dùng bởi Evans và dần dần bị thay thế bằng Michael Owen đang lên vào cuối mùa giải. Khi khởi đầu của anh ấy cho Liverpool trở nên rời rạc hơn, tin đồn về việc anh ấy rời Anfield bắt đầu lan truyền trước mùa hè.